# 高棚川
高棚川（こうだなかわ）は、新潟県南魚沼市を流れる一級河川である。信濃川水系魚野川の支流。

## 地理
新潟県南魚沼市を流れる信濃川水系魚野川の支流。水源は金城山（1,369m）・北入りの頭（1,340m）である。

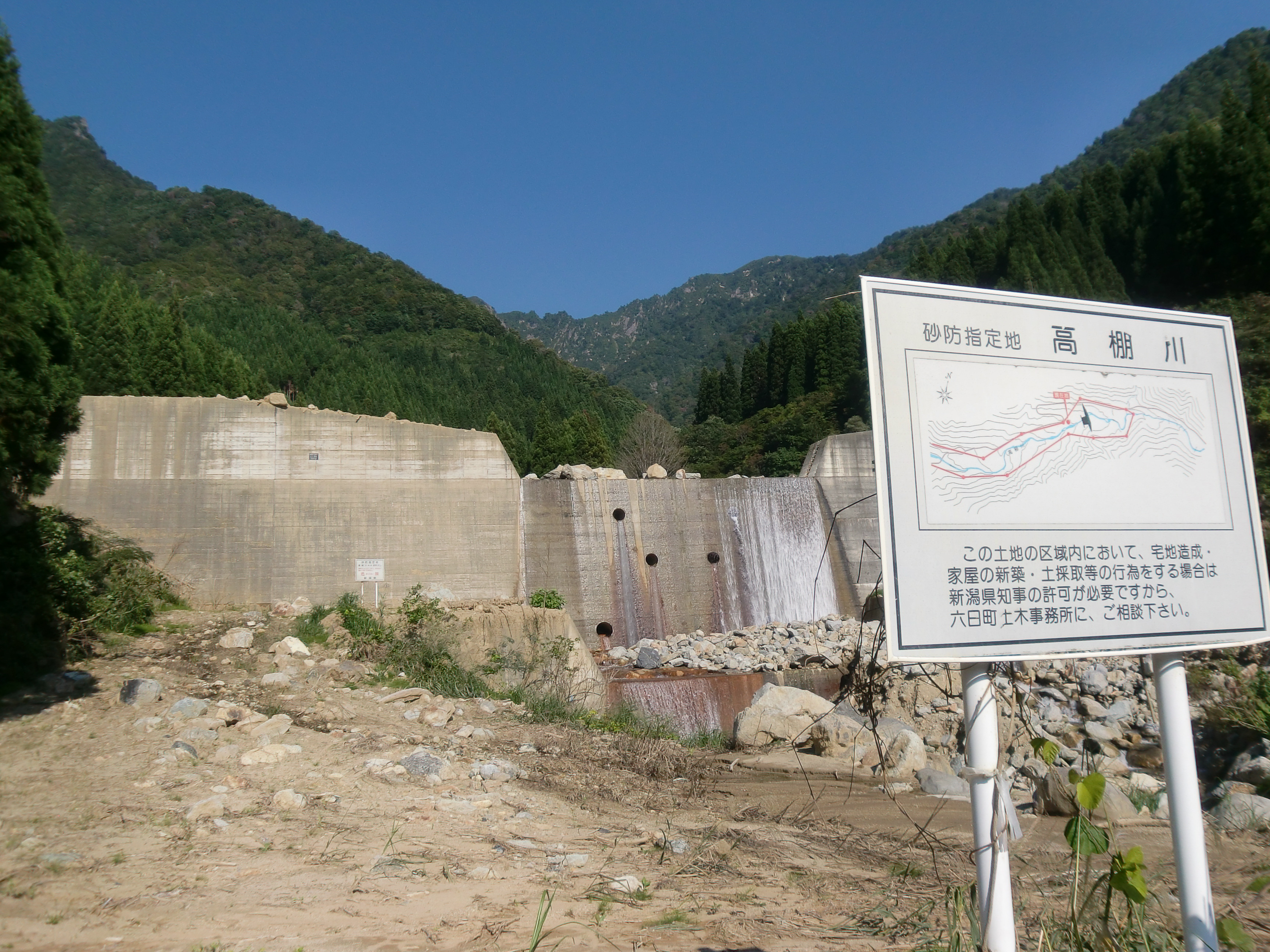
高棚川堰堤
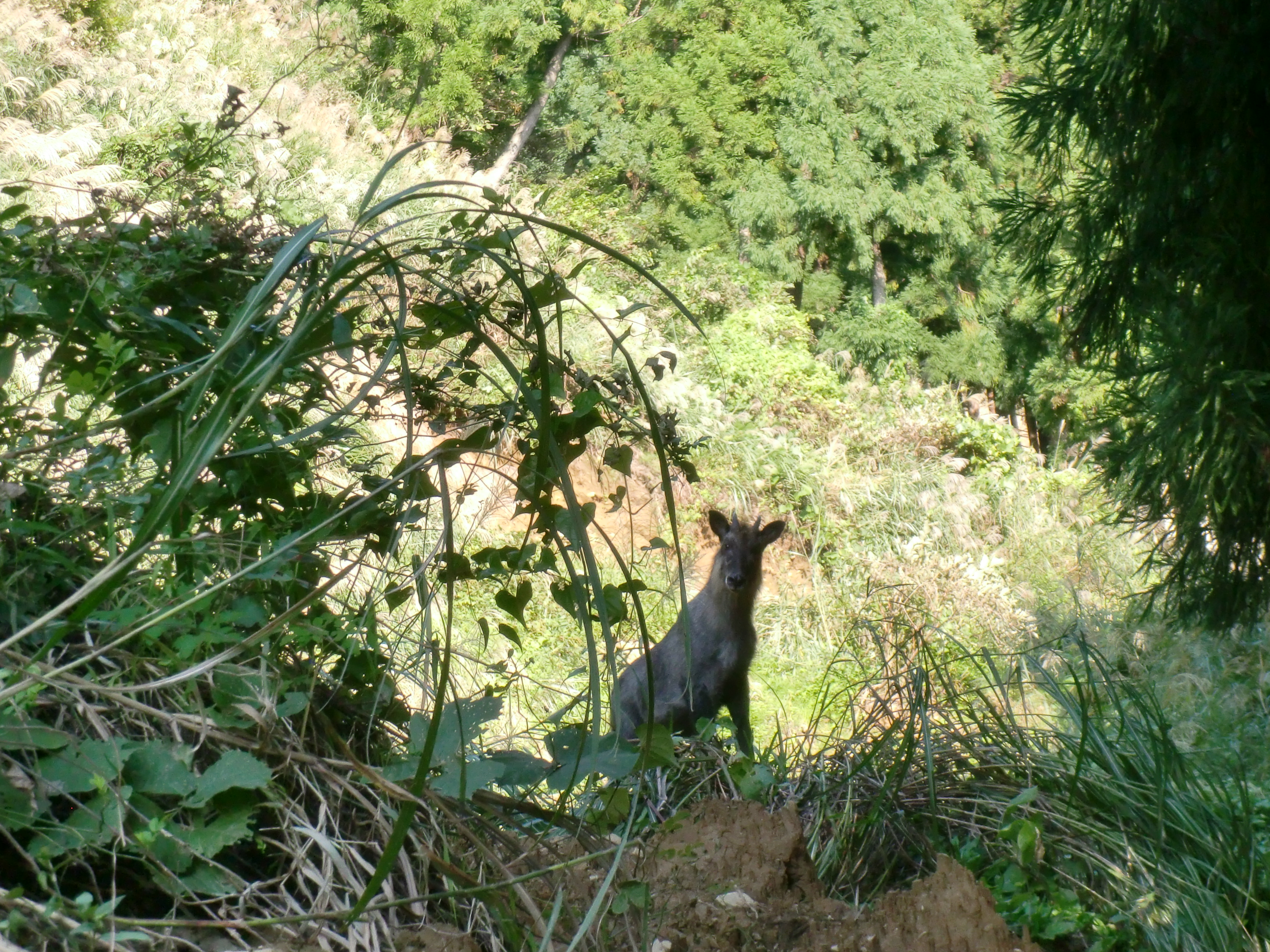
ニホンカモシカ
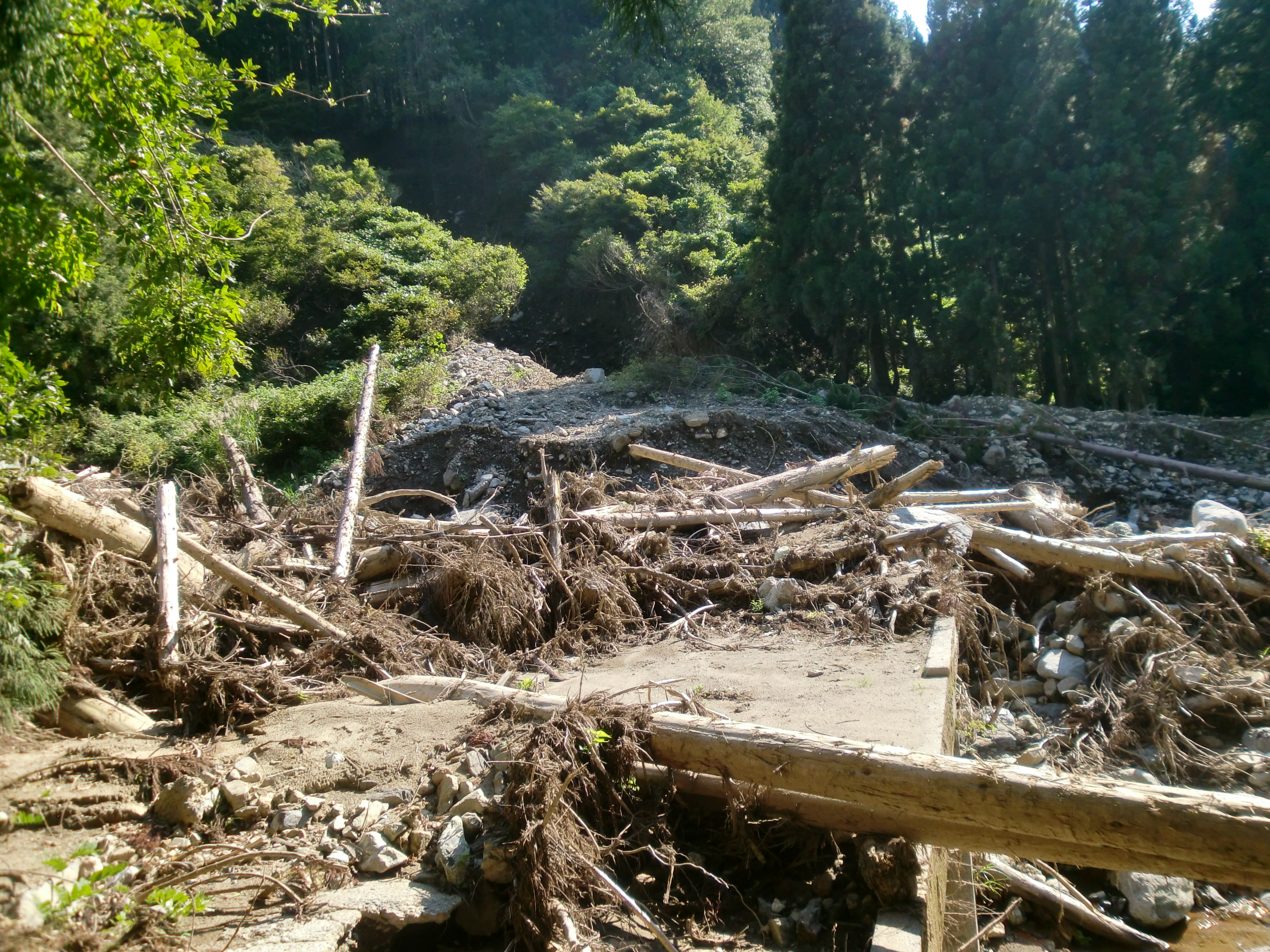
高棚川橋
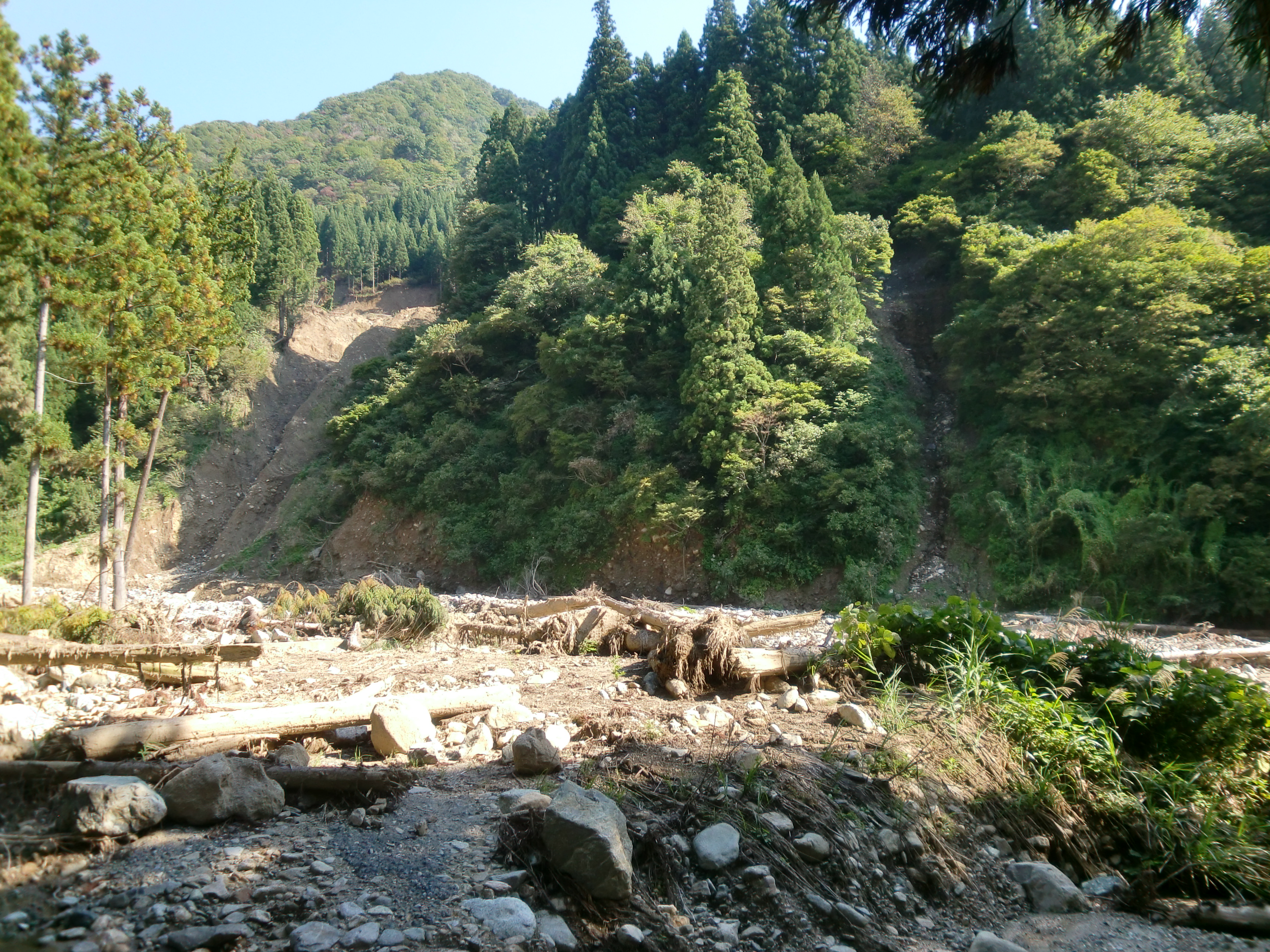
土石流（湯の平）
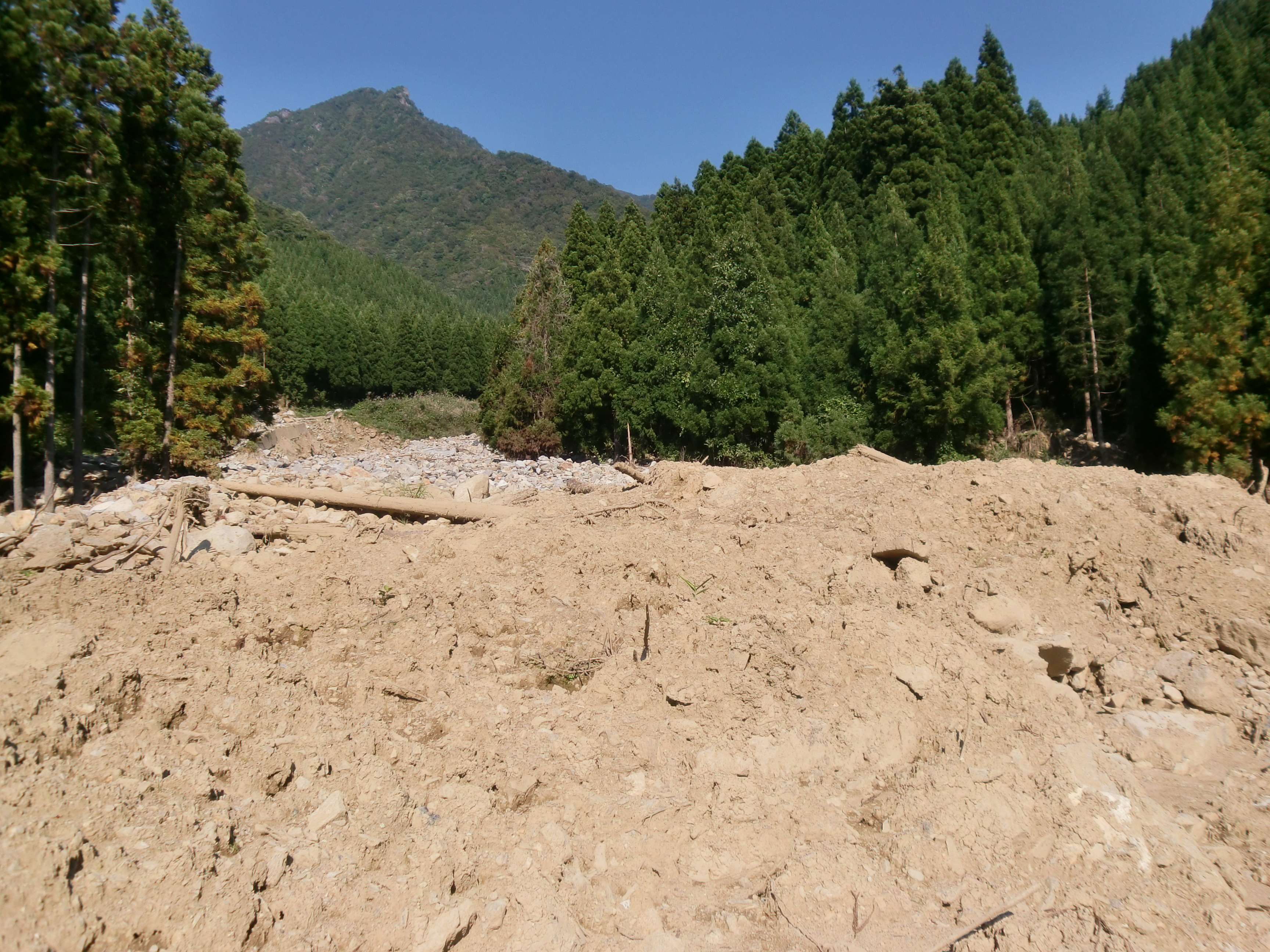
高棚川より金城山を望む
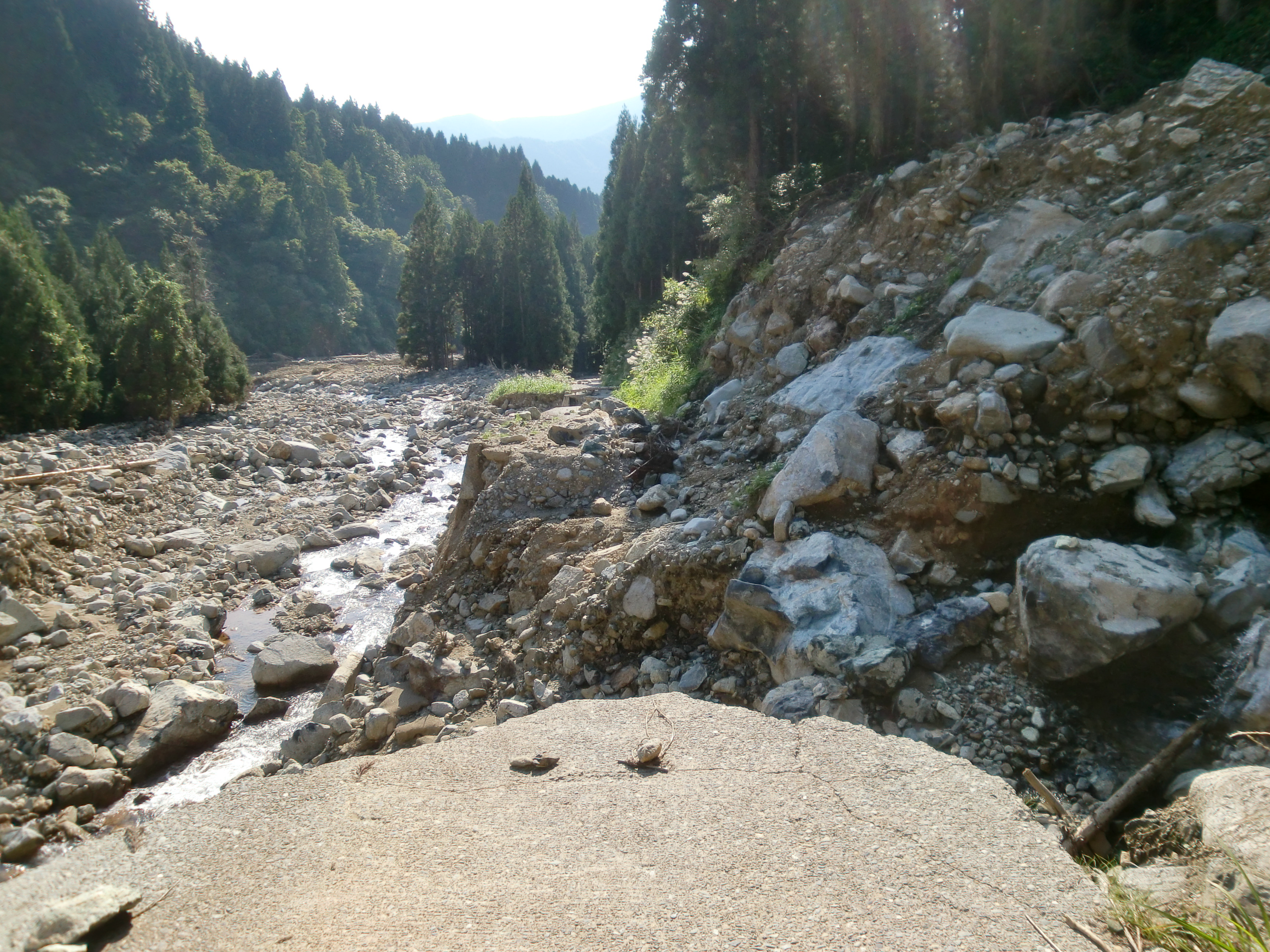
崩落した林道高棚線

## 流域自治体
- 新潟県南魚沼市

## 主な災害
- 2011年
  - 7月30日 新潟・福島豪雨で土石流被害[1]。
  - 10月26日 井口一郎南魚沼市長・議長が泉田裕彦新潟県知事に復旧支援を要望[2]。

## 並行する交通

### 道路
- 国道291号